# Oliola
Oliola är en kommun och ort i Spanien.   Den ligger i provinsen Província de Lleida och regionen Katalonien, i den östra delen av landet, 400 km öster om huvudstaden Madrid. Oliola ligger 445 meter över havet och antalet invånare är 219.
Terrängen runt Oliola är platt söderut, men norrut är den kuperad. Runt Oliola är det glesbefolkat, med 8 invånare per kvadratkilometer. Närmaste större samhälle är Ponts, 4,5 km norr om Oliola. Trakten runt Oliola består till största delen av jordbruksmark.